# Recoules-Prévinquières
Pour les articles homonymes, voir Recoules et Prévinquières.
Recoules-Prévinquières est une ancienne commune française située dans le département de l'Aveyron, en région Occitanie, devenue, le 1er janvier 2016, une commune déléguée de la commune nouvelle du Sévérac-d'Aveyron.
Il ne faut pas confondre le village de Recoules-Prévinquières avec le hameau de Recoules de la commune de Prévinquières, entre Rodez et Villefranche-de-Rouergue.

## Géographie

### Site
Le village de Recoules-Prévinquières est situé sur la route nationale 88 entre Rodez et Sévérac-le-Château, au carrefour des routes de Vézins-de-Lévézou, conduisant aux lacs du Lévézou, et de Buzeins, direction de Saint-Geniez-d'Olt et de l'Aubrac.
La commune est un véritable nid de verdure sur la haute vallée de l'Aveyron et de l'Olip. L'altitude moyenne est de 625 m au bourg, le point le plus élevé culmine à 1 017 m sur le plateau du Lévézou. De cet endroit le regard embrasse toute la vallée, avec les nombreux villages et hameaux qui s'y blottissent, de Sévérac jusqu'aux environs de Laissac.

## Histoire

### Préhistoire
La présence de nombreux dolmens aux environs de Recoules (St Amans de Varès, Rouquiès, Buzeins, Buzareingues, Cornuéjuols) prouve que la région était habitée par des communautés pastorales vers 1500 av. J.-C.

### Antiquité
Les Romains s’établirent dans la région : on retrouve nombre de tegulae et vestiges d’habitations. Des fouilles archéologiques ont été entreprises sur de nombreux sites : Plateau de Courry, la Fageolle près du Vialaret au Méjanel, Pic de Buzeins (poteries divers, fragments d’amphores, monnaies, statuettes).

### Recoules
Dès 1216, des documents prouvent la venue des De Garceval à Recoules, par suite d’une alliance avec les seigneurs de Prévinquières. Pendant près de cinq siècles, le château et ses dépendances ont été la possession ininterrompue de cette famille. La place du Couderc était au Moyen Âge le cœur du village. En 1344, Aymeric de Garceval passe un accord avec les habitants au sujet de ce Couderc : il leur interdit d’y entasser bois et fumier, ainsi que d’en extraire la pierre. Dans les actes anciens figure souvent le nom des Bompards, riches bourgeois de Recoules, notaires de père en fils, dont la maison, véritable petit manoir, avec tour et colombier existe encore à Recoules, non loin du vieux porche. En 1558, la peste fit son apparition au Cayrol, dépendance directe de Recoules. Pour se préserver de la contagion, d’un commun accord, le seigneur et les habitants de Recoules décident de faire abattre le Pont du Cayrol pour empêcher le passage des habitants de ce hameau. En 1794, les habitants de Recoules réunis sur la place publique, brûlèrent tous les actes féodaux.

### Prévinquières
Il appartenait à la famille de ce nom. Bernard de Prévinquières partir en croisade et mourut en Terre Sainte, en 1095. Le bourg était entouré de murailles et de fossés. L’enceinte était percée de plusieurs portes : Paimbelle, porte de Tourres, portail conduisant à la Font Bordelèze, porte Del Four. Prévinquières avait alors deux églises : la chapelle Sainte-Marie et l’église Saint-Jean.

### Méjanel
Les maisons du village se pressent autour du château bâti au cours du XVIe siècle. Construit en pierre de calcaire du pays, il est flanqué au midi de deux tours rondes et à l’angle nord-est d’une petite tourelle en cul de lampe. La façade est ornée de croisées à meneaux et la porte d’entrée entourée de moulures. Les mines de charbon du Méjanel employaient autrefois une vingtaine d’ouvriers.

## Politique et administration
| Période | Période | Identité                                                        | Étiquette | Qualité                    |
| ------- | ------- | --------------------------------------------------------------- | --------- | -------------------------- |
| An III  | 1846    | Viala                                                           |           |                            |
| 1846    | 1848    | Dufour                                                          |           |                            |
| 1848    | 1863    | comte de Ricard                                                 |           |                            |
| 1863    | 1870    | Jean-François Mas                                               |           |                            |
| 1870    | 1876    | Prosper Marcorelle                                              |           |                            |
| 1878    | 1896    | Antoine Mas                                                     |           | Docteur-médecin            |
| 1896    | 1900    | Baptiste Julien                                                 |           |                            |
| 1900    | 1912    | Casimir Lescure                                                 |           |                            |
| 1912    | 1941    | Émile Marcorelle                                                |           |                            |
| 1941    | 1944    | délégation de trois membres nommés par le gouvernement de Vichy |           |                            |
| 1944    | 1945    | Émile Marcorelle                                                |           |                            |
| 1945    | 1953    | Adrien Pelat                                                    |           |                            |
| 1953    | 1968    | Paul Lescure                                                    |           |                            |
| 1968    | 1977    | Gabriel Lescure                                                 |           |                            |
| 1977    | 2008    | Pierre Vermande                                                 | DVG       |                            |
| 2008    | 2016    | Raymond Guitard                                                 | DVG       | Retraité de l'enseignement |

## Démographie
L'évolution du nombre d'habitants est connue à travers les recensements de la population effectués dans la commune depuis 1793. À partir du 1er janvier 2009, les populations légales des communes sont publiées annuellement dans le cadre d'un recensement qui repose désormais sur une collecte d'information annuelle, concernant successivement tous les territoires communaux au cours d'une période de cinq ans. 
Pour les communes de moins de 10 000 habitants, une enquête de recensement portant sur toute la population est réalisée tous les cinq ans, les populations légales des années intermédiaires étant quant à elles estimées par interpolation ou extrapolation. Pour la commune, le premier recensement exhaustif entrant dans le cadre du nouveau dispositif a été réalisé en 2007,.
En 2013, la commune comptait 516 habitants, en évolution de +10,97 % par rapport à 2008 (Aveyron : +0,58 %, France hors Mayotte : +2,49 %).
| 1793 | 1800  | 1806  | 1821  | 1831  | 1836  | 1841  | 1846  | 1851  |
| ---- | ----- | ----- | ----- | ----- | ----- | ----- | ----- | ----- |
| 823  | 1 002 | 1 036 | 1 051 | 1 112 | 1 042 | 1 137 | 1 105 | 1 120 |

| 1856  | 1861  | 1866  | 1872  | 1876  | 1881  | 1886  | 1891 | 1896 |
| ----- | ----- | ----- | ----- | ----- | ----- | ----- | ---- | ---- |
| 1 066 | 1 076 | 1 089 | 1 061 | 1 248 | 1 067 | 1 025 | 952  | 886  |

| 1901 | 1906 | 1911 | 1921 | 1926 | 1931 | 1936 | 1946 | 1954 |
| ---- | ---- | ---- | ---- | ---- | ---- | ---- | ---- | ---- |
| 865  | 932  | 870  | 854  | 730  | 703  | 699  | 746  | 663  |

| 1962 | 1968 | 1975 | 1982 | 1990 | 1999 | 2007 | 2012 | 2013 |
| ---- | ---- | ---- | ---- | ---- | ---- | ---- | ---- | ---- |
| 582  | 510  | 503  | 418  | 444  | 428  | 464  | 482  | 516  |

## Lieux et monuments

### Château de Recoules

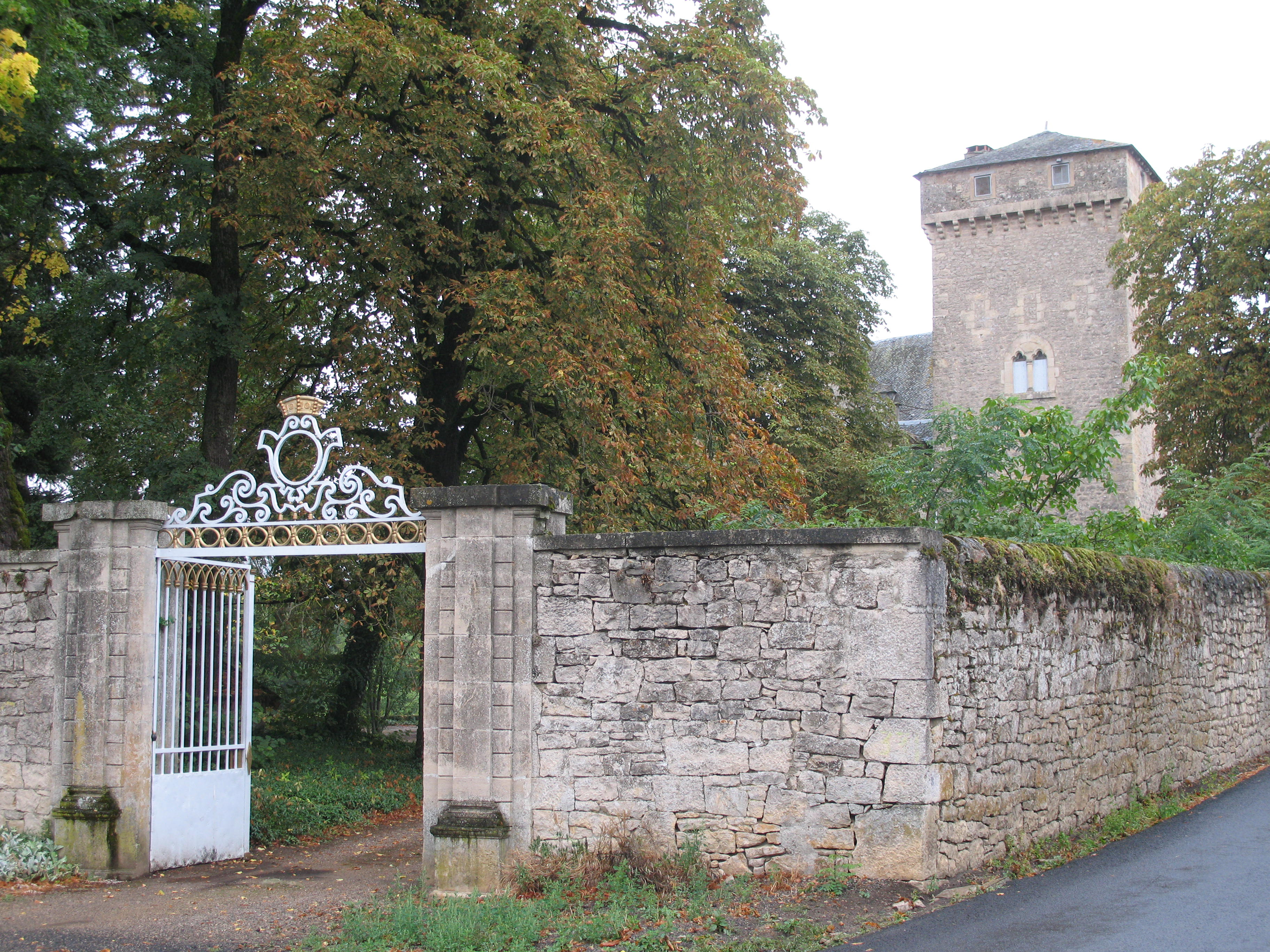
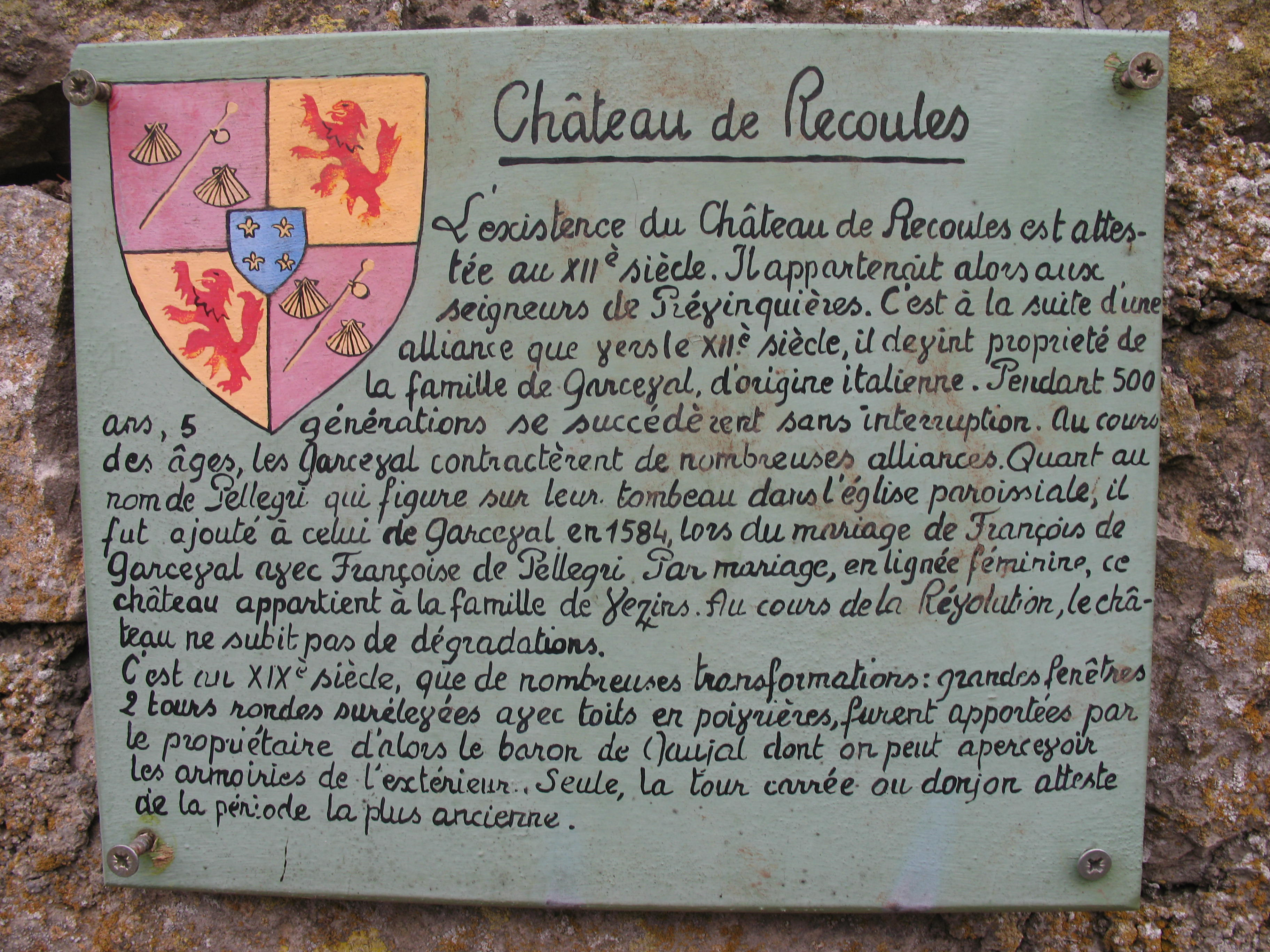
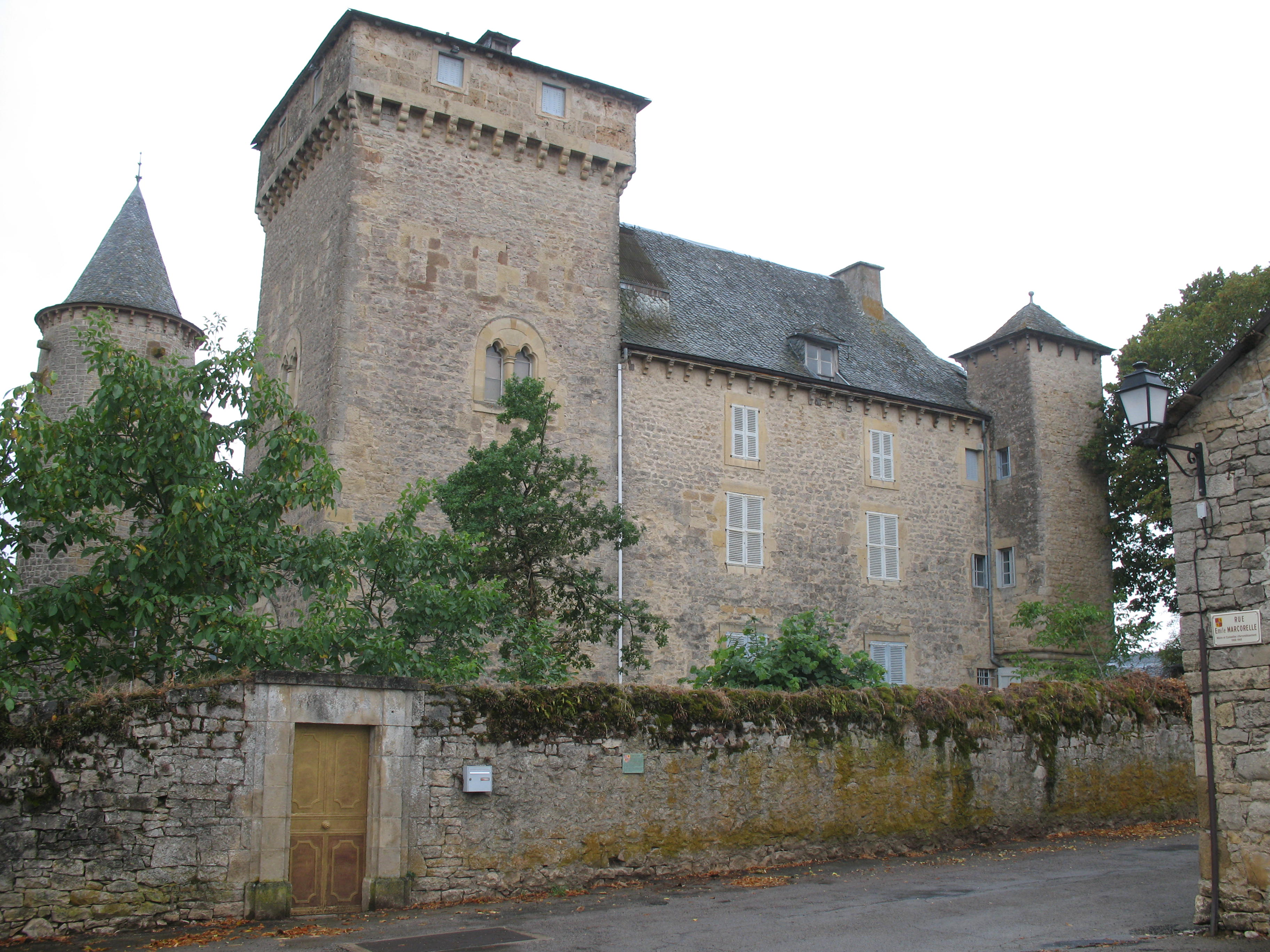
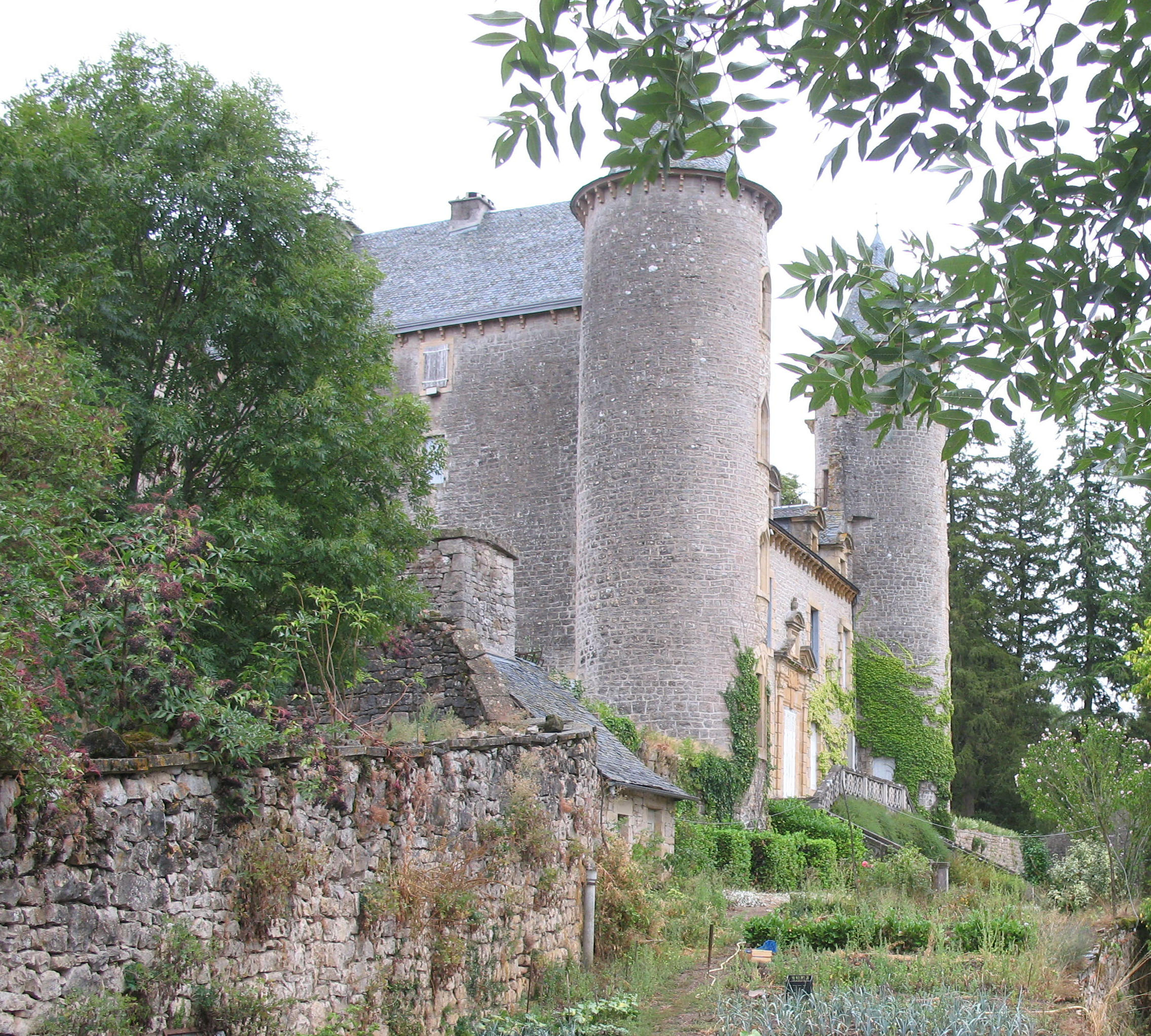

Inscrit MH (2001)

### Château du Méjanel
Inscrit MH (1991)

### Château de Varès

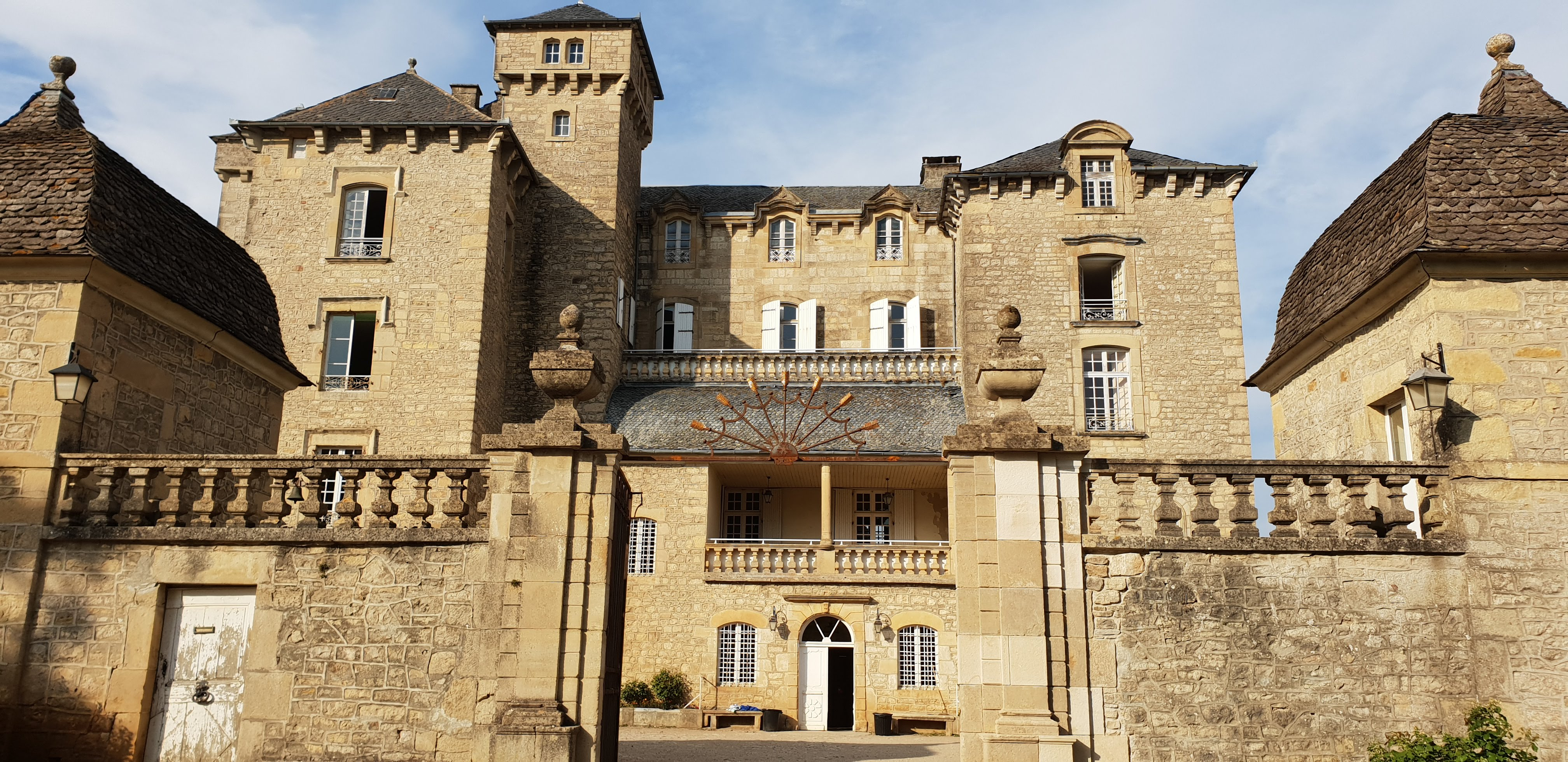

Au nord-ouest de Recoules se trouve le château de Varès datant du XVIe appartenant depuis les années 1950 à la SNCF. Aujourd'hui il accueille, durant la saison estivale des colonies de vacances du CCGPF (CCE SNCF).

### Personnalités liées à la commune
- Étienne Pierre Sylvestre Ricard (1771-1843), général des armées de la République et de l'Empire est décédé au château de Varès.
- Antoine Mas (1830-1898), docteur en médecine, député de l'Aveyron de 1876 à 1885. Décédé le 22 mars 1898 à Recoules-Prévinquiéres, à l'âge de 68 ans[9].

### Héraldique
| Blason de la commune de Recoules-Prévinquières | Les armes de la commune de Recoules-Prévinquières se blasonnent ainsi : Écartelé : aux 1er et 4e de gueules au bourdon de pèlerin d’or posé en barre et accompagné de deux coquilles du même, aux 2e et 3e d’or au lion de gueules, sur le tout d’azur à quatre rocs d’échiquier d’or. |